# Vell bolxevic
Vell bolxevic (rus: ста́рый большеви́к; transliterat: stari bolxevik), i també anomenat Vella Guàrdia Bolxevic o Vella Guàrdia del Partit, era una designació no-oficial per a aquells membres del Partit anteriors a la Revolució de 1917, molts dels quals van ser jutjats i executats per l'NKVD durant les purgues de Stalin o van morir en circumstàncies sospitoses.
El 1922 hi havia 44.148 Vells Bolxevics. Vladímir Lenin va escriure sobre l'"enorme i indivisa autoritat d'aquesta finíssima capa, que es pot anomenar la Vella Guàrdia del Partit".
Ióssif Stalin eliminà a diversos dels Vells Bolxevics del poder durant les Grans Purgues de finals de la dècada de 1930. Els supervivents més preeminents al Partit van ser Viatxeslav Mólotov, Kliment Voroixílov i Anastàs Mikoian. La majoria van ser executats per traïció després dels judicis espectacle; alguns van ser enviats als camps de treball, i alguns van ser enviats lluny, com Aleksandra Kol·lontai, que va ser nomenada ambaixadora, evitant així que pogués participar en el govern central. Diversos oponents comunistes de Stalin, principalment els trotskistes, citaven aquest fet en suport al seu argument que Stalin havia traït els ideals de la revolució en benefici propi.
Es donà el nom "Vell bolxevic" a tota mena de coses a la Unió Soviètica, com vaixells de vapor, una editorial, llanxes, kolkozs i ciutats.
Entre els Vells Bolxevics més significatius trobem:
- Vladímir Lenin
- Ióssif Stalin
- Lev Trotsky
- Grigori Zinóviev
- Lev Kàmenev
- Nikolai Bukharin
- Iakov Sverdlov
- Felix Dzerjinski
- Aleksei Rikov
- Viatxeslav Mólotov
- Mikhaïl Kalinin
- Gueorgui Piatakov
- Ielena Stàssova